# Forstbaumschule (Kiel)
Die Forstbaumschule ist der älteste Park Kiels. Die Grünanlage im Stil eines englischen Landschaftsgartens liegt auf dem Westufer der Kieler Förde im Norden der Stadt und steht auf der Liste der Landschaftsschutzgebiete in der Stadt Kiel. Zur Gastwirtschaft gleichen Namens gehört eine der größten Freischankflächen Schleswig-Holsteins.

## Geschichte

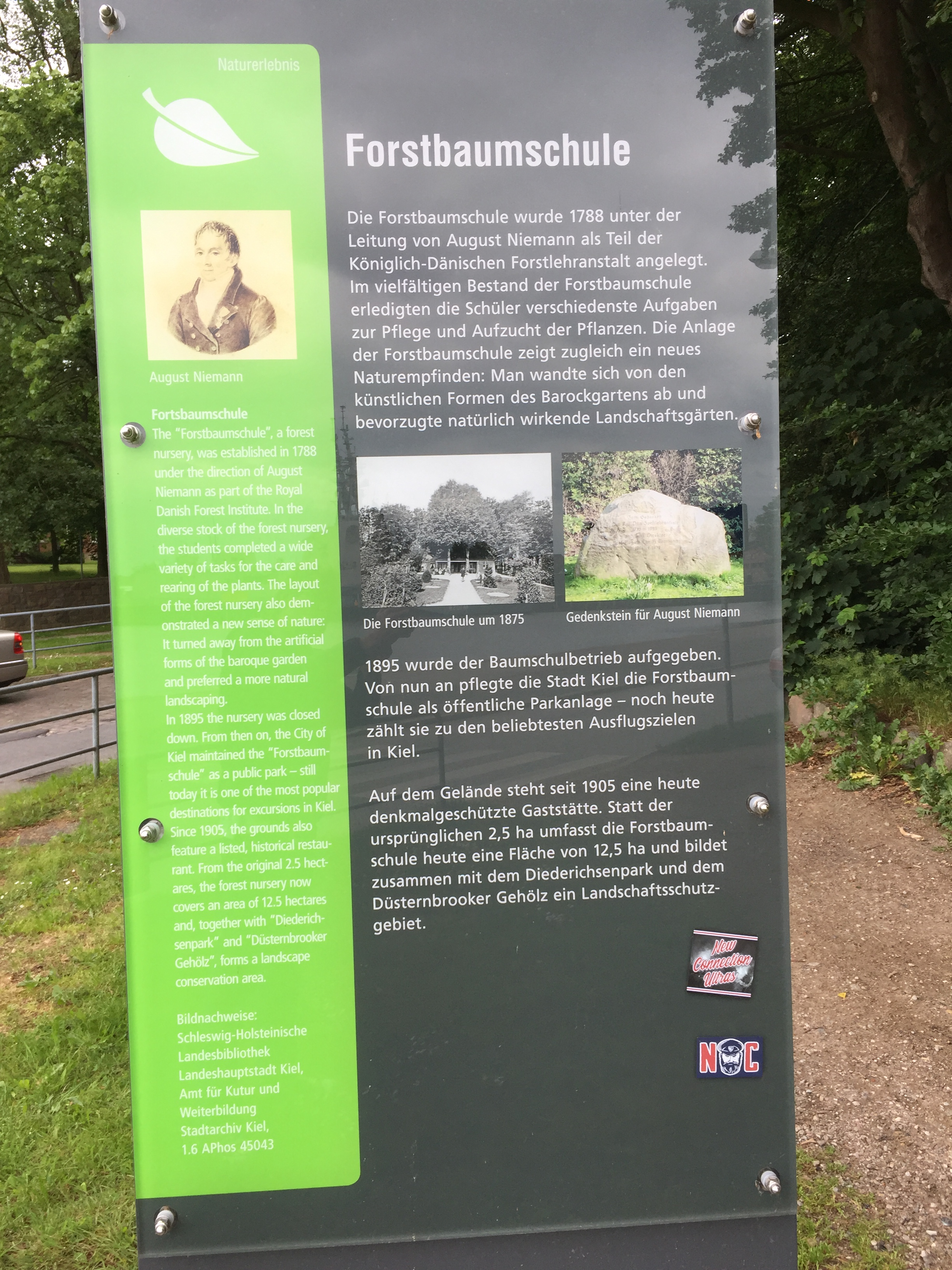
Informationstafel an der Kiellinie

Zur Zeit, als das Herzogtum Holstein Teil des Dänischen Gesamtstaats war, initiierte der dänische Staatsminister Christian Detlev von Reventlow 1785 die Königlich dänische Forstlehranstalt Kiel. Ihr erster Direktor August Christian Niemann legte 1788 die ursprünglich einen Hektar umfassende Forstbaumschule an. Zweck war die Ausbildung von Angehörigen des Jägerkorps zu Förstern. Ziel der Maßnahme war in zeitgenössischer Ausführung die Beförderung der Verbreitung nutzbarer Holzpflanzen in den Forsten des Landes. Damit sollte der Waldbestand verbessert werden, der seit dem 16. Jahrhundert in ganz Deutschland zurückgegangen war.
Im Jahre 1810 hatte sich die Fläche der Baumschule bereits verdoppelt. 1833 wurde der Lehrbetrieb eingestellt und auf dem Gelände eine gewerbliche Baumschule betrieben. Nach dem Ende des Deutsch-Dänischen-Krieges kam die Forstbaumschule unter preußische Verwaltung und wurde als Forstbetrieb aufgegeben. Im Jahre 1874 schließlich wurde die Stadt Kiel Eigentümerin des Areals und verpachtete es ebenfalls als gewerbliche Baumschule an wechselnde Betreiber. Seit dem Jahr 1900 ist die Forstbaumschule als Park öffentlich zugänglich.
1904/05 entstand im Auftrag des Stadtbauamtes unter der Leitung von Harry Maasz an der Stelle des alten Forstaufseherhäuschens das heute noch bestehende Gastwirtschaftsgebäude. Am Rand des Parks wurde 1907–1909 die St.-Heinrich-Kirche nach Plänen des Architekten Adalbert Kelm errichtet. Im Laufe des 20. Jahrhunderts wurde der Park auf knapp 13 Hektar erweitert; es wurden Liegewiesen und Teiche angelegt. Die Gastronomie in der Forstbaumschule war vor allem in den 1920er-Jahren und in der Nachkriegszeit überregional für Konzerte und Tanzveranstaltungen bekannt und ist heute wieder ein sehr beliebtes Restaurant mit Biergarten. Das Gebäude selbst, ebenso wie die davor befindlichen Lindenbäume, der Getränkepavillon und die Konzertmuschel, ist eingetragen im Verzeichnis der eingetragenen Kulturdenkmale des Landes Schleswig-Holstein.

## Einzelnachweise

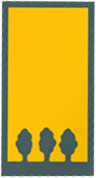
Logo der Gastronomie

## Park

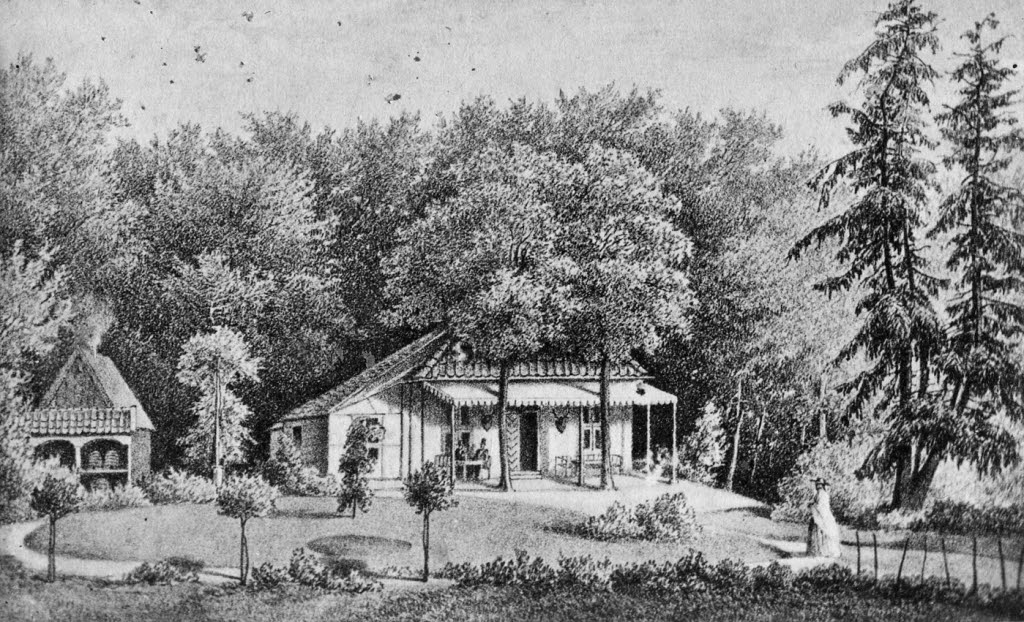
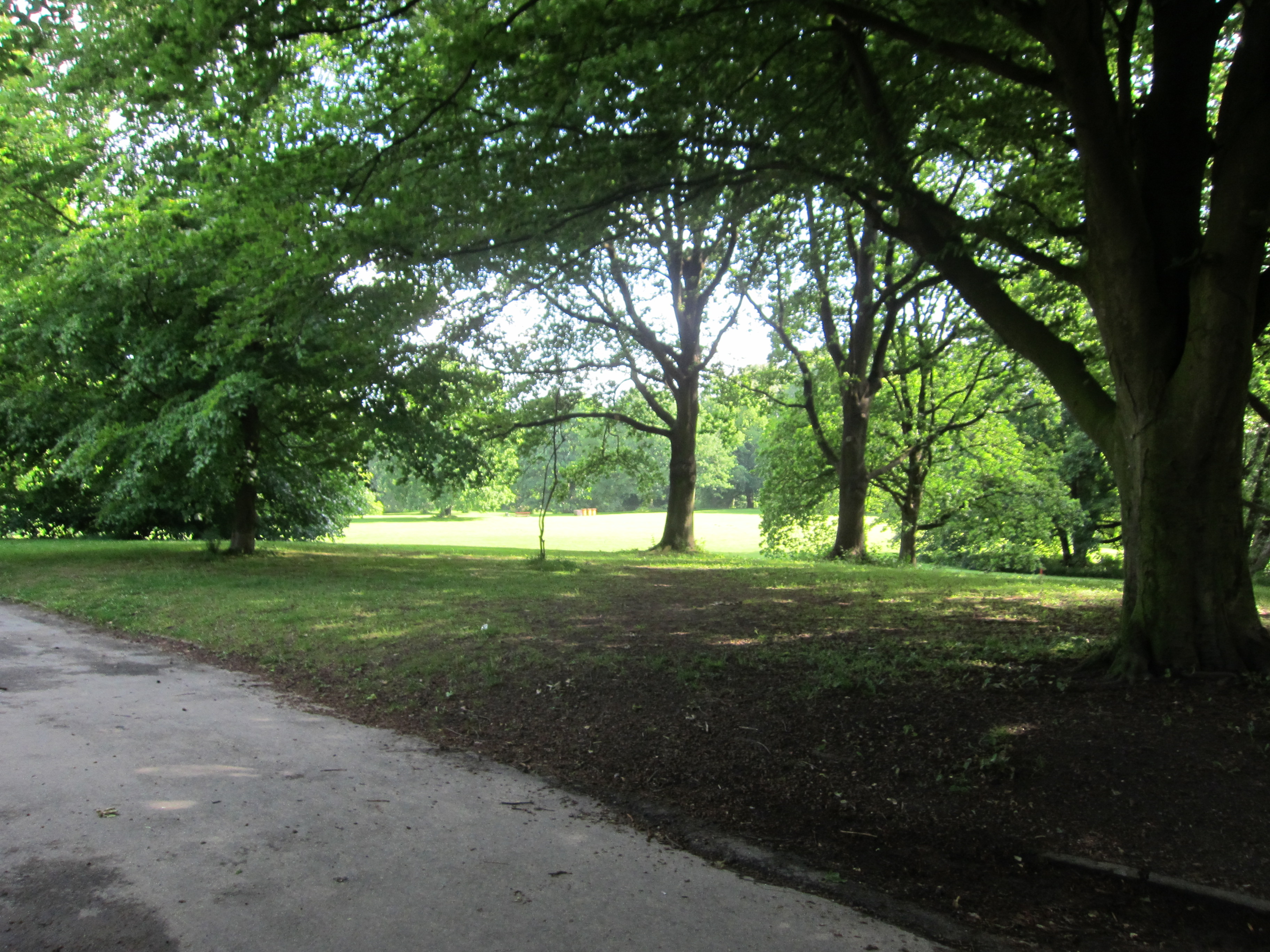
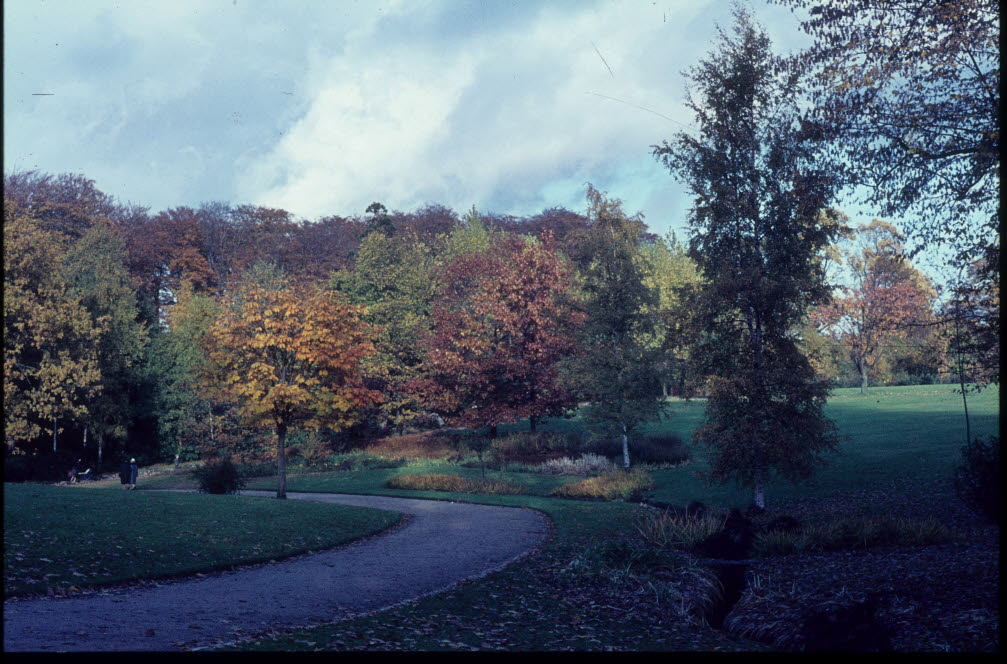
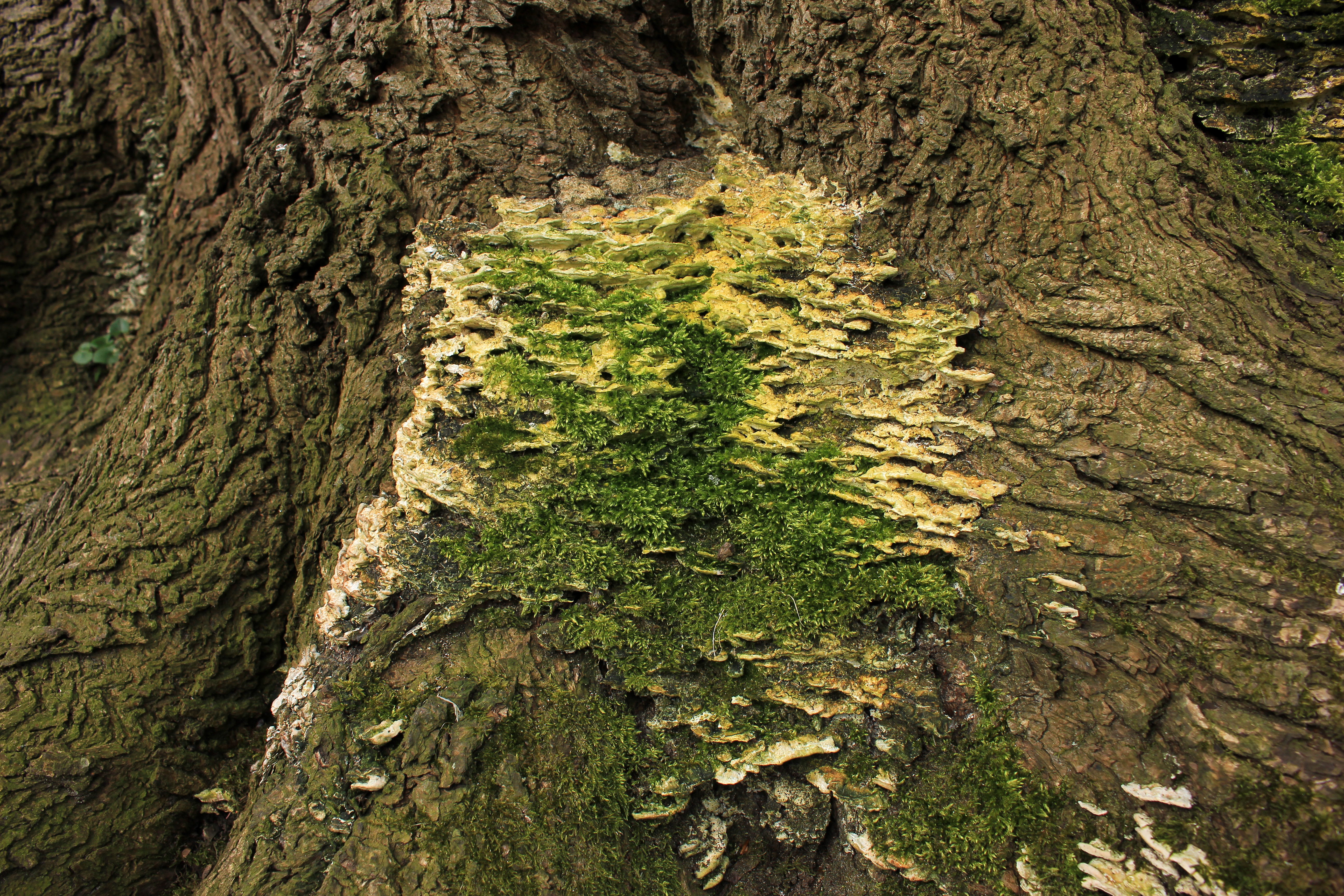
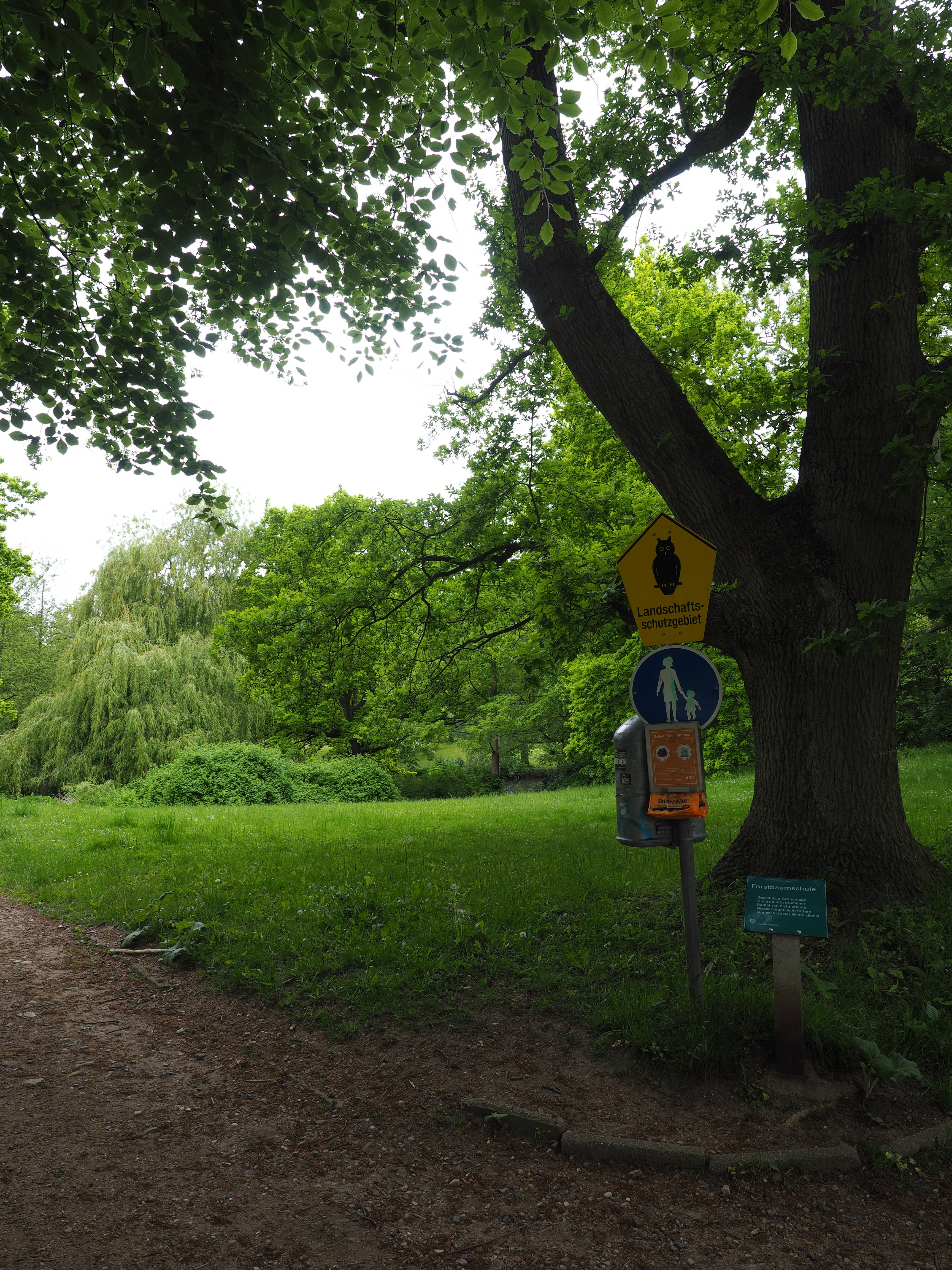
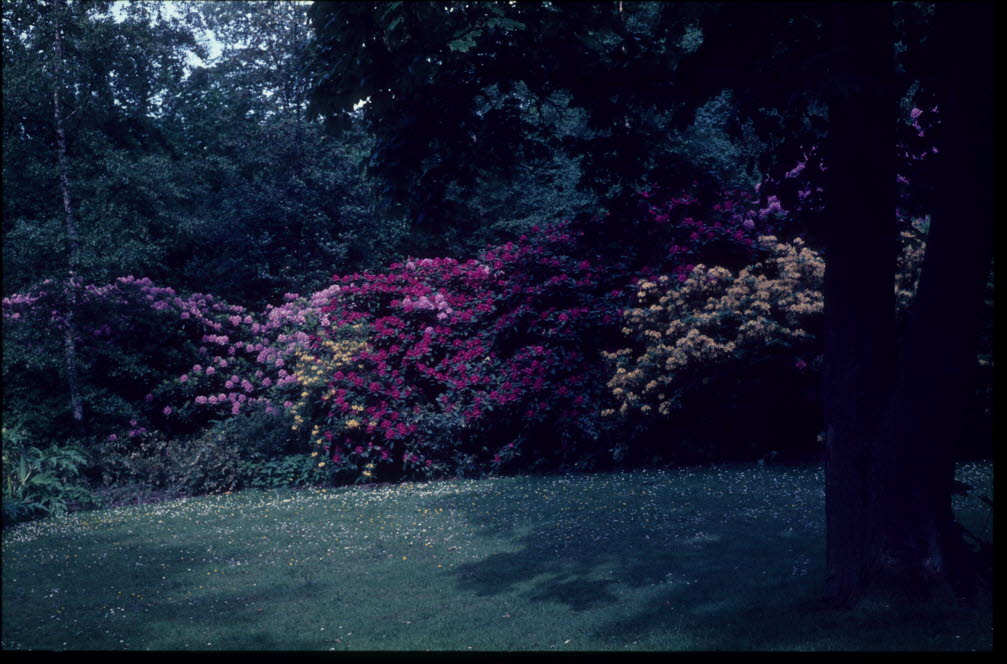

Heute präsentiert sich die am Düvelsbeker Weg gelegene Forstbaumschule als Park und Naherholungsraum mit einem vielfältigen Baumbestand, der einige in Mitteleuropa nicht heimische Baumarten umfasst, z. B. einen Mammutbaum und nordamerikanische Eichen.